# Hofgarten (Coburg)

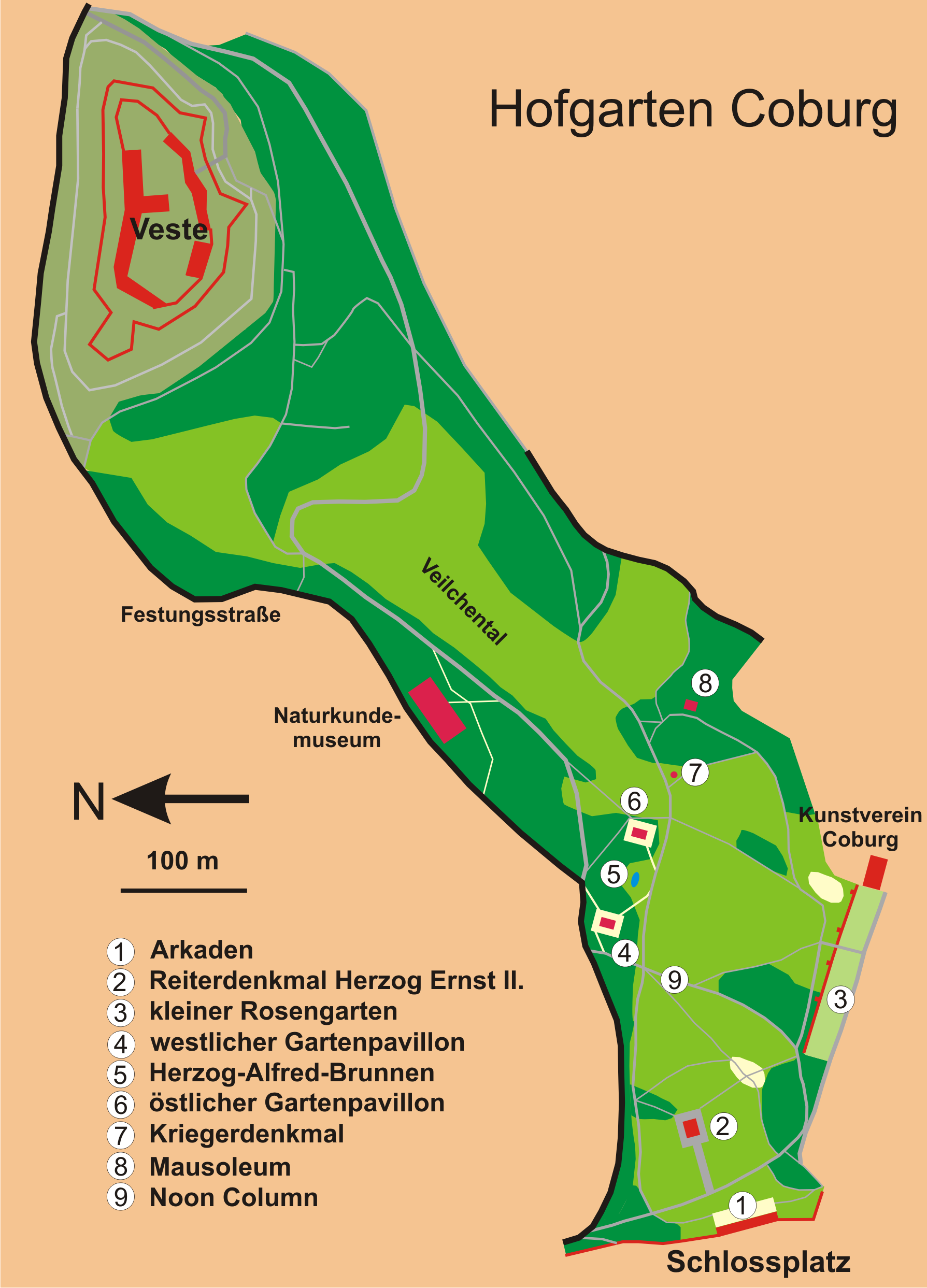
Übersichtsplan des Hofgartens

Der Coburger Hofgarten ist ein ausgedehnter Landschaftspark, der sich in Coburg zwischen dem Schlossplatz und der Veste erstreckt.

## Geschichte und Bauwerke
Die erste große Gartenanlage am Fuße des Festungsberges ließ Herzog Albrecht im Rahmen des Ausbaus Coburgs als Residenzstadt zwischen den Jahren 1680 und 1682 im niederländischen Stil als Herrengarten anlegen. Der Saalfelder Bauschreiber Justinus Bieler plante im Auftrag Herzog Albrechts den Lustgarten, der sich zwischen den beiden Gartenpavillons und dem kleinen Rosengarten erstreckte. Der Garten bestand aus dem herzoglichen Probstacker sowie dazu gekauften Privatgärten. Der terrassierte Hanggarten war streng geometrisch gegliedert. Er bestand aus einem axial in Nord-Süd-Richtung orientierten Mittelteil in geometrischer Rasterteilung und zwei nach Ost und West in freien Formen auslaufenden Randteilen. Der Garten war von einer zwei Meter hohen Mauer umgeben.

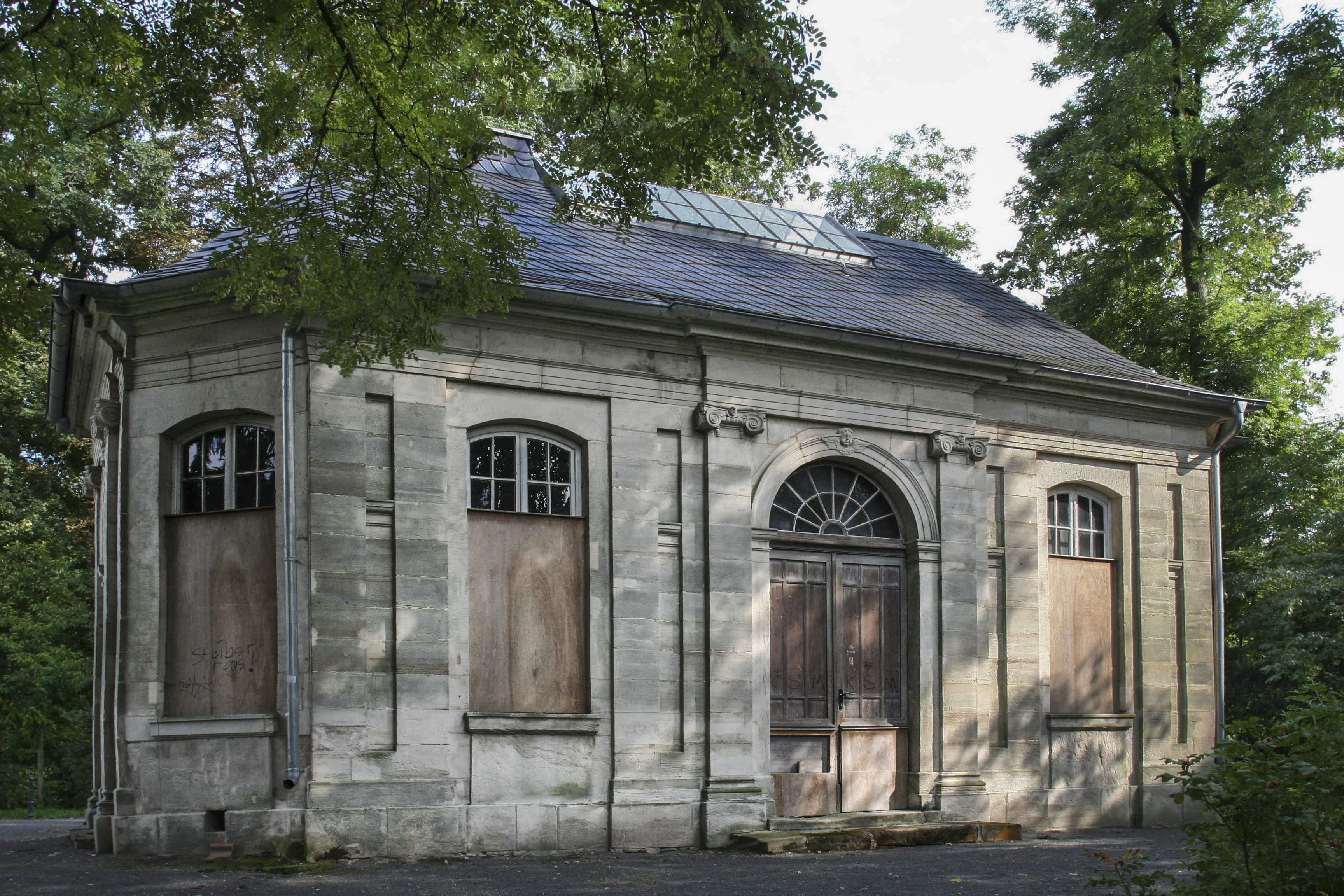
Westlicher Gartenpavillon

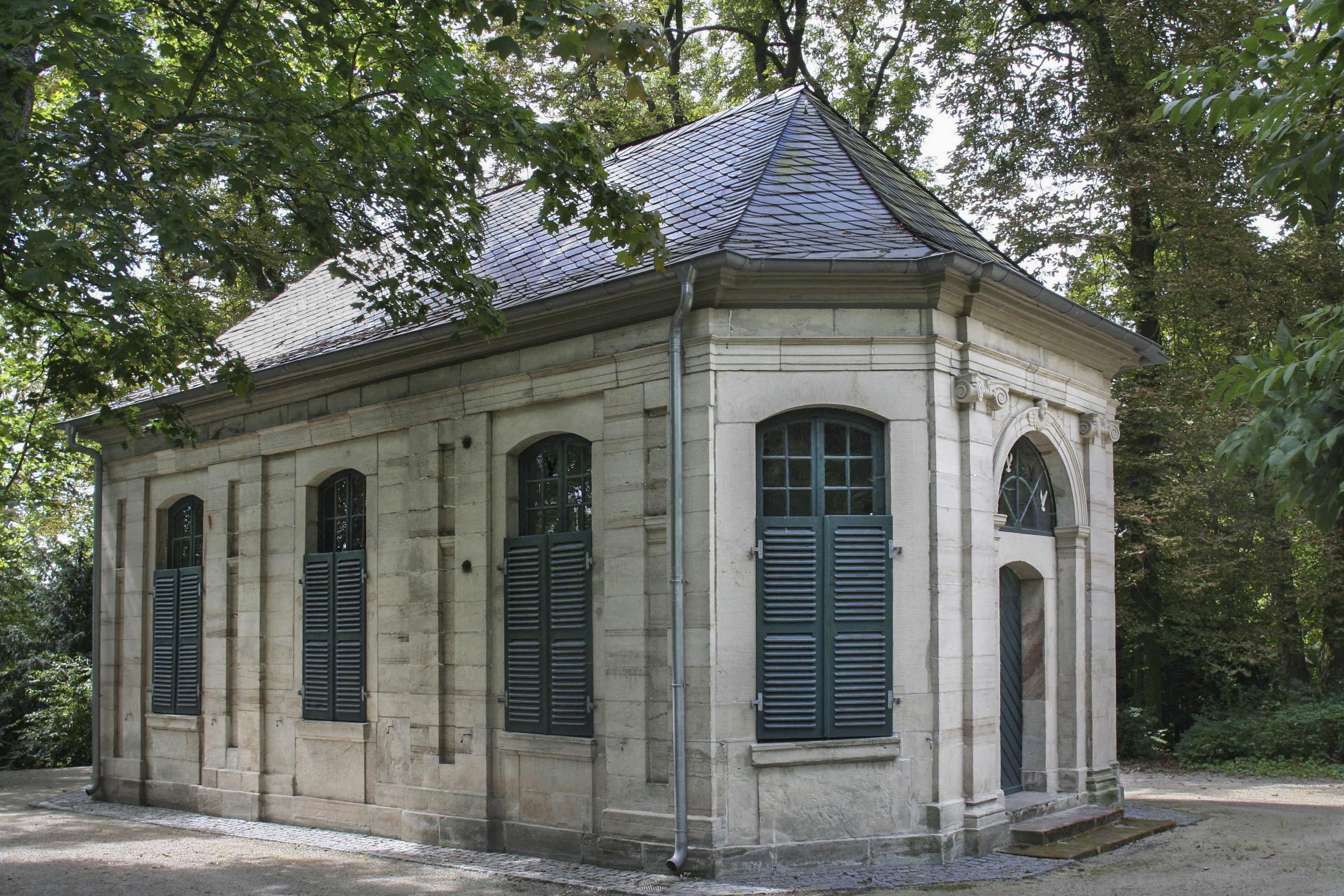
Östlicher Gartenpavillon

Als älteste heute im Hofgarten stehende Gebäude wurden 1754 im mittleren Drittel, an der Festungsstraße stehend, zwei eingeschossige barocke Gartenpavillons errichtet. Die Bauwerke sind in Nord-Süd-Richtung angeordnet und haben schiefergedeckte Walmdächer. Die Sandsteinfassade ist durch Lisenen gegliedert. Im westlichen Gartenpavillon sind drei Gipsmodelle aufgestellt. Diese zeigen eine Prometheusgruppe von Eduard Müller, den Phidias von Ferdinand Lepcke und eine Centaur Brunnen von August Sommer. Außerdem wurde dort später eine öffentliche Toilette eingebaut, die aber nicht mehr genutzt werden kann. Er wird seit 2013 als Galerie des Kunstmalers Benno Noll genutzt. Der östliche Gartenpavillon war lange Zeit ein Bildhaueratelier.

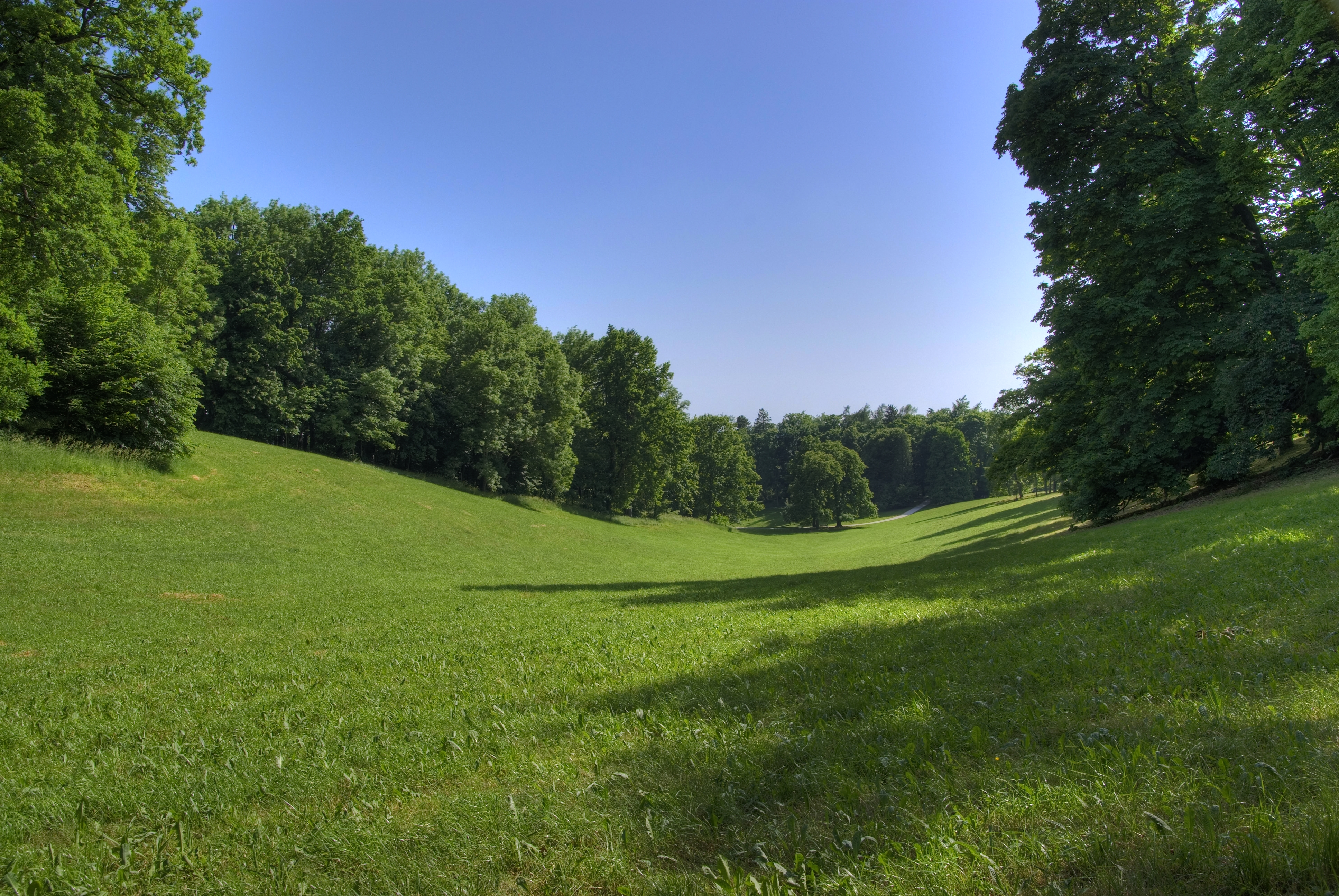
Veilchental, Blick Richtung Stadt

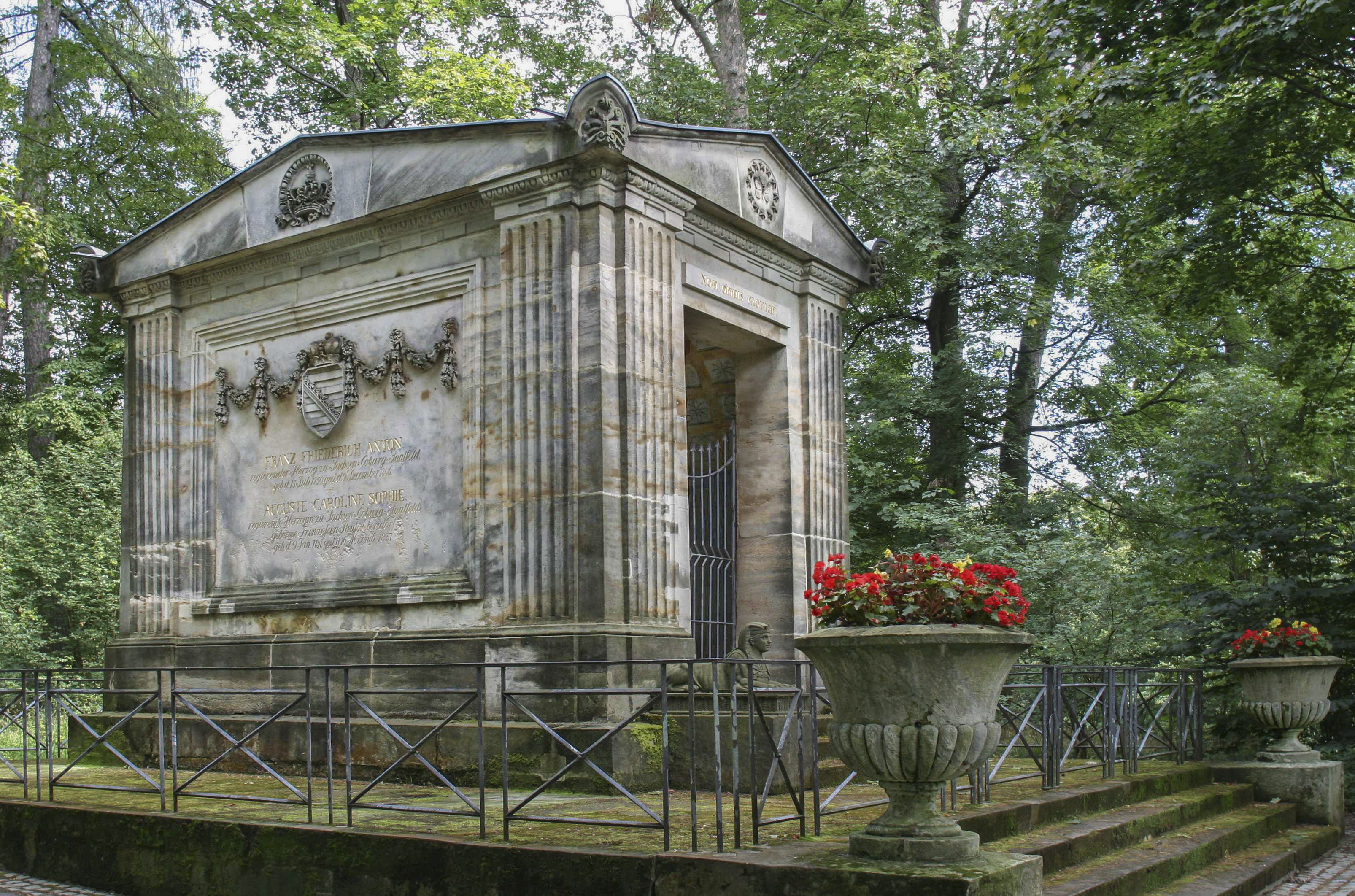
Mausoleum

Mit dem Bau des herzoglichen Mausoleums in den Jahren 1816 und 1817 erfolgte die erste Vergrößerung und Umgestaltung zum Landschaftspark. Das Mausoleum ließ Herzog Ernst I. für seine Eltern Franz und Auguste errichten. Das klassizistische rechteckige Bauwerk wurde mit Sandsteinmauerwerk im Stil eines griechischen Grabmales gebaut. Zwei Sphinxe bewachen den Zugang zum Innenraum mit der Gruft, der von einem Tonnengewölbe, mit Sternen und Rosetten gestaltet, überspannt wird.
Zwischen 1832 und 1837 folgte die Erweiterung des Gartens in Richtung Westen sowie 1843 als architektonischer Abschluss der Bau der Arkaden am Schlossplatz. Weitere Umgestaltungen bei den Arkaden wurden bis 1853 mit neuen Aufgängen zum Hofgarten gemäß den Vorschlägen von Carl Gustav Zeißig, Hofgärtner seit dem 1. August 1844, durchgeführt. Unter Einbezug der Grundstücke unterhalb der Veste, die Herzog Ernst II. bis Ende September 1856 erworben hatte, erfolgte bis zum Jahr 1858 die komplette Umgestaltung des Hofgartens in einen englischen Landschaftspark mit einer neuen Ausrichtung vom Schlossplatz zur Veste sowie der Öffnung des Parks für die Öffentlichkeit am 27. April 1857.

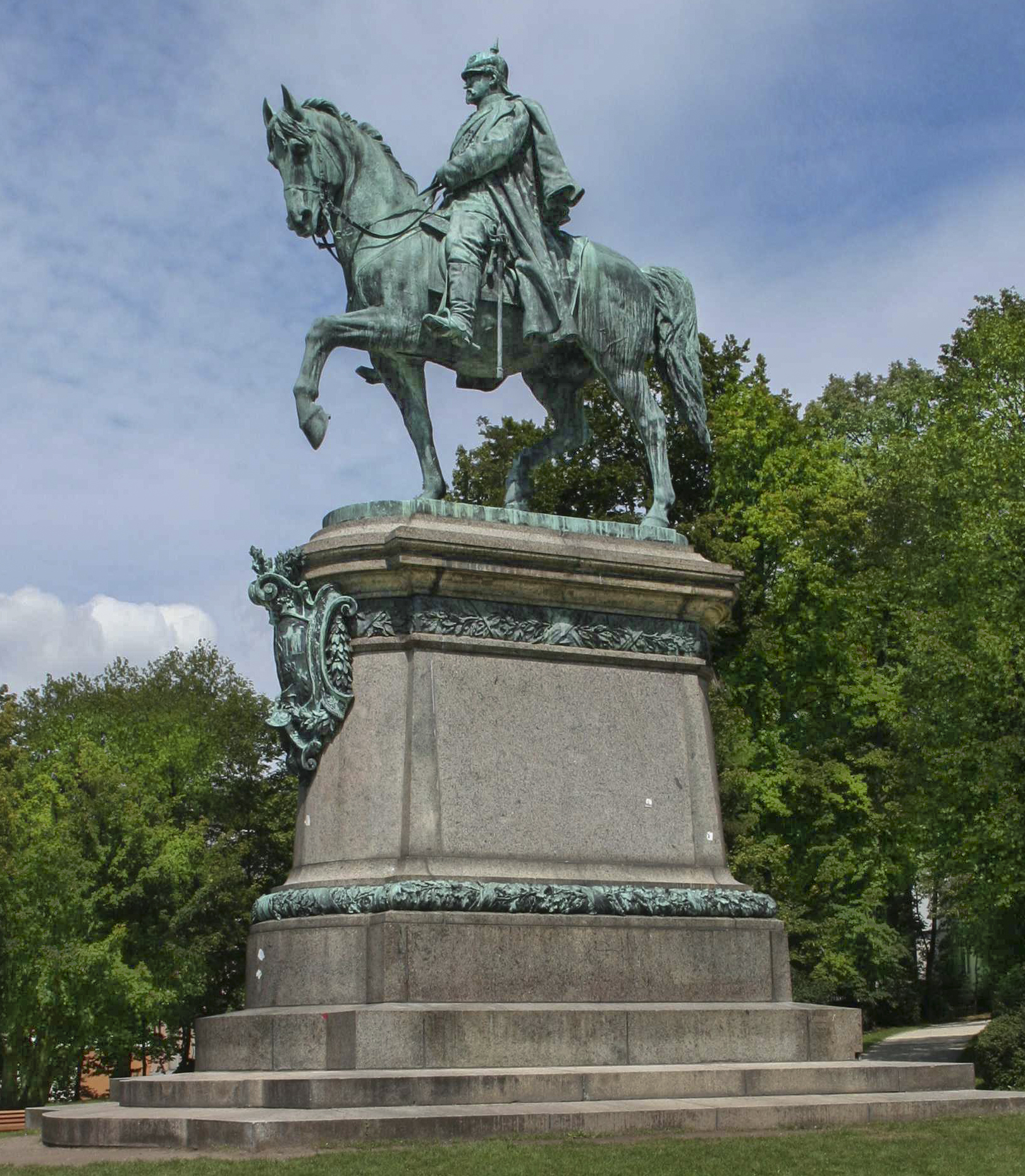
Reiterdenkmal Herzog Ernsts II.

1899 wurde am westlichen Rand des Hofgartens oberhalb vom Schlossplatz das Reiterdenkmal Herzog Ernsts II. nach einem Modell von Gustav Eberlein errichtet. Die bronzene Reiterfigur mit der Uniform des 7. Preußischen Kürassierregiments steht auf einem sechs Meter hohen Sockel.

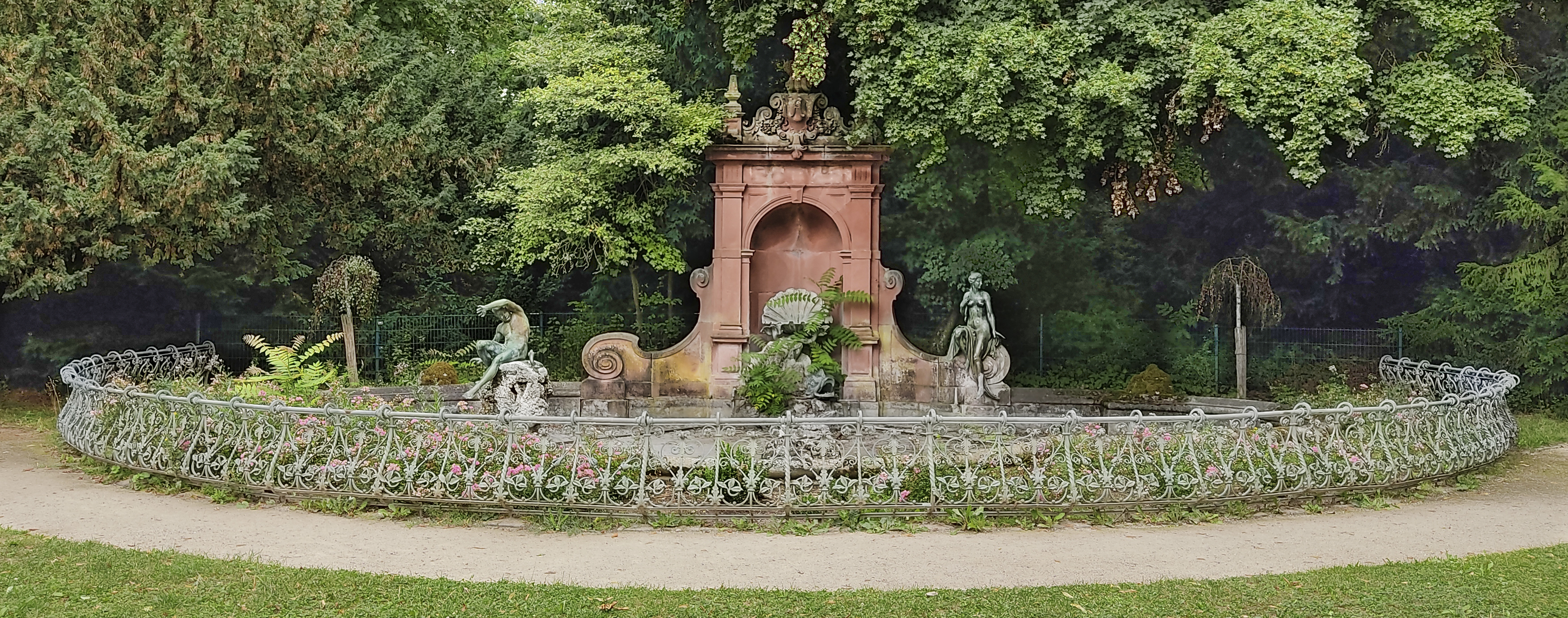
Herzog-Alfred-Brunnen

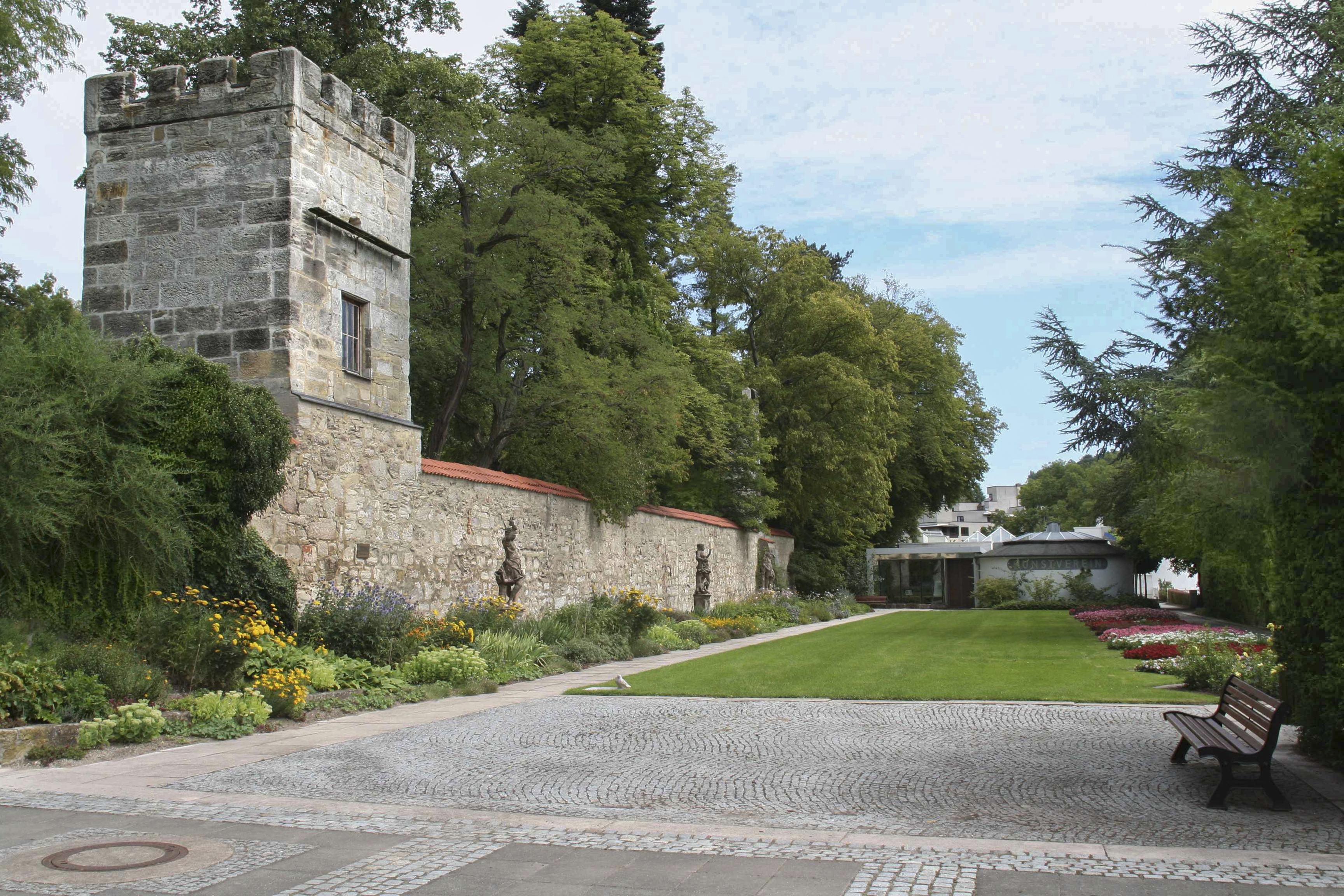
Kleiner Rosengarten

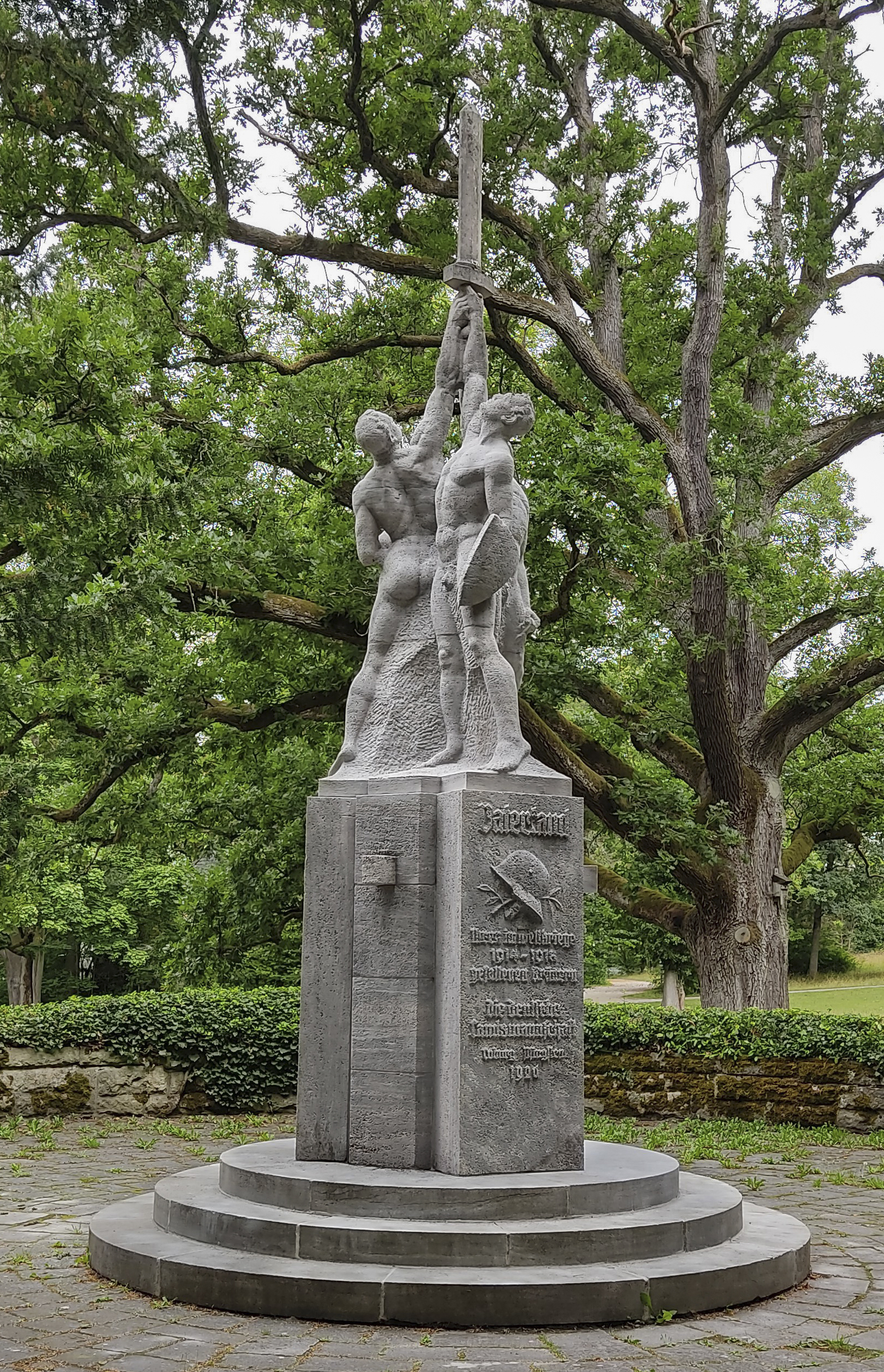
Ehrenmal des Coburger Convents

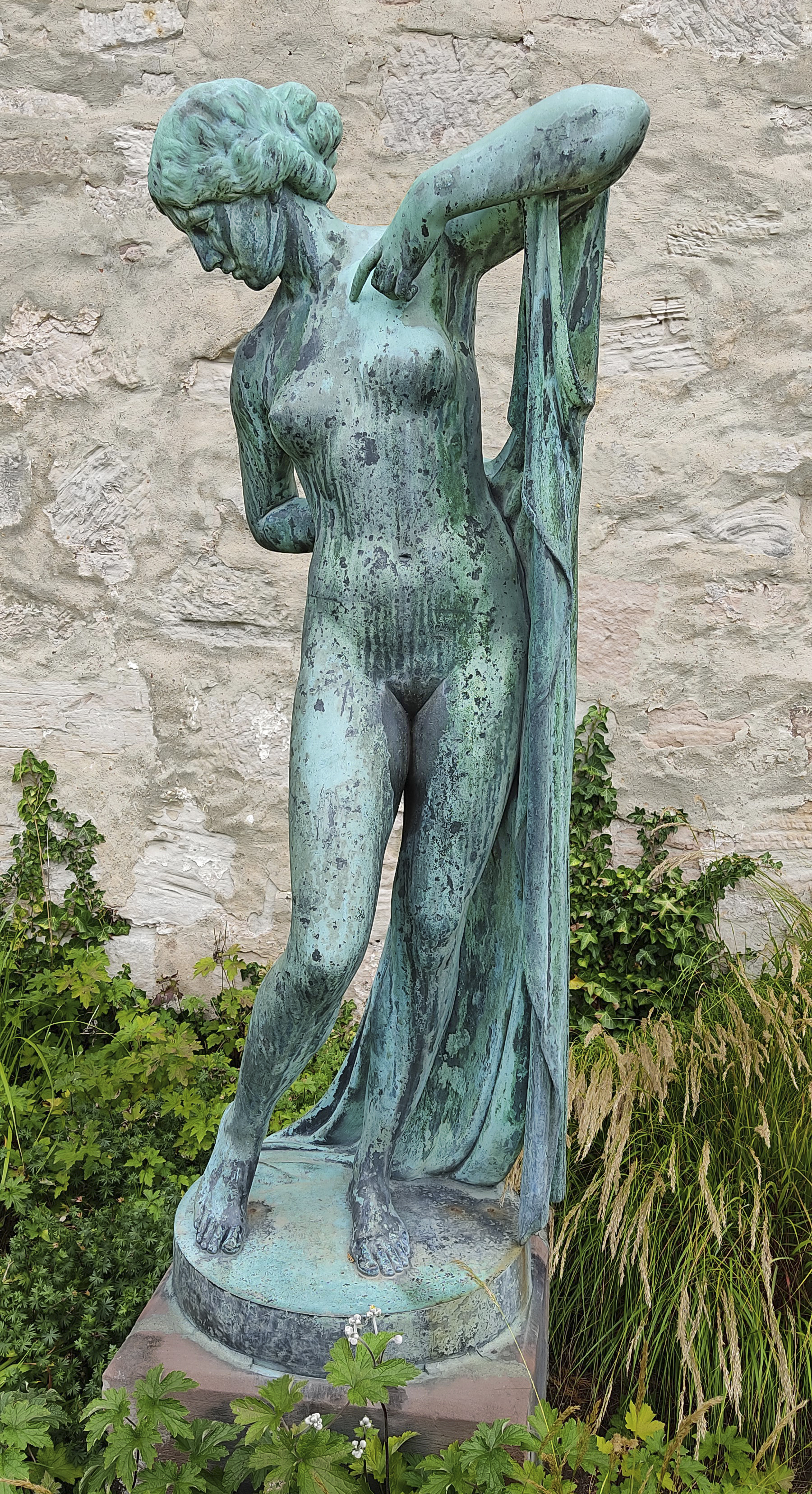
Statue der Phryne im Kleinen Rosengarten

Der Herzog-Alfred-Brunnen zwischen den beiden Pavillons stammt aus dem Jahr 1903 und soll an den drei Jahre zuvor verstorbenen Herzog Alfred erinnern. Die beiden Delfinskulpturen stammen von Carl Oehrlein, die weibliche Bronzefigur Idylle ist ein Werk von August Sommer und die männliche Figur Schreck des Bildhauers Christoph Franz Peter.
1914 wurde am nördlichen Rand des Hofgartens das Naturkundemuseum eröffnet, 1927 erfolgte die Erweiterung am südlichen Rand durch den Kleinen Rosengarten. Der Rosengarten war zuvor eine Orangerie und ab 1922 eine Ziergartenanlage. Er war durch eine Mauer mit 1869 ergänzten neugotischen Zinnenkranztürmen vom Hofgarten getrennt. In dem Garten sind verschiedene Figuren aufgestellt, unter anderem auch das lebensgroße Standbild Phryne von Ferdinand Lepcke aus dem Jahr 1908. Der Rosengarten wird im Osten durch den Pavillon des Kunstvereins Coburg abgeschlossen. Dort finden seit 1986 Wechselausstellungen mit Kunst der Gegenwart statt.
In der Nähe des Mausoleums errichtete die Stadt 1926 das Kriegerdenkmal der Deutschen Landsmannschaft zur Erinnerung an die im Ersten Weltkrieg gefallenen Bundes- und Verbandsbrüder des Coburger Convents. Der Entwurf stammte von dem Hamburger Bildhauer Richard Kuöhl und den Architekten Zauleck und Hofmann. Auf das Denkmal wurden des Öfteren Anschläge mit Beschädigungen ausgeführt, weshalb es vor und während des Pfingsttreffens des Coburger Convents rund um die Uhr durch einen privaten Wachdienst geschützt wird. Neben dem Kriegerdenkmal steht seit 1990 ein Gedenkstein für die infolge des Zweiten Weltkrieges Vertriebenen aus den ehemaligen deutschen Ostgebieten.
Im Sommer 2007 wurde in der Mitte des Hofgartens auf Höhe des östlichen Gartenpavillons die Skulptur Noon Column von David Nash aufgestellt, die der Künstler für den Internationalen Skulpturenweg zum Jubiläum 1000 Jahre Bistum Bamberg schuf. Der Baumstumpf lässt aufgrund eines Schlitzes bei Sonnenschein jeden Tag um Mittag Ortszeit – im Sommer um 13:20 Uhr und im Winter 12:20 Uhr – in seinem Schatten ein Licht aufleuchten. An den Skulpturseiten verweisen Tierkreiszeichen auf den Jahreslauf.

## Botanik
Der Landschaftsgarten beruht auf einem Gestaltungsplan des Hofgärtners Zeißig. Er ist gekennzeichnet durch den Wechsel lichter offener Wiesenbereiche mit dichten Gehölzzonen. Der Park besitzt einen artenreichen Baumbestand, in dem sich auch einige stattliche Exemplare exotischer Baumarten befinden. Insofern stellt der Hofgarten ein kleines Arboretum dar. Zahlreiche Bäume sind vom Grünflächenamt der Stadt Coburg mit Schildern über Baumart und Heimatland oder durch am Stamm angebrachte Nummern (von 1 bis 37) markiert und im Faltplan „Markante Bäume im Hofgarten“ (siehe unter Literatur) verzeichnet und beschrieben. Darunter befinden sich Bäume folgender Arten und Zuchtformen: Blaue Atlas-Zeder, Amerikanische Gleditschie, Japanischer Schnurbaum, Ginkgo, Riesenmammutbaum, Urweltmammutbaum, Gelbe Rosskastanie, Tulpenbaum, Trompetenbaum, Roteiche, Hänge-Buche, schlitzblättrige Rotbuche, Weidenblättrige Eiche, Ahornblättrige Platane, Schwarznuss, Färbermaulbeerbaum sowie ein Robinienwäldchen. 1994 wurde für die Anlage ein Parkpflegewerk beschlossen, um langfristig den Charakter als Landschaftsgarten zu erhalten.

## Heutige Bedeutung
Der ungefähr ein Kilometer lange und zirka 30 Hektar große Park hat aufgrund seiner zentralen Lage eine Erholungsfunktion für die Bevölkerung und ist gleichzeitig eine Frischluftschneise der Stadt Coburg. Er enthält zwei größere Kinderspielplätze und im Veilchental wird bei ausreichend Schnee gerodelt.